# Clemente Álvarez (médico)

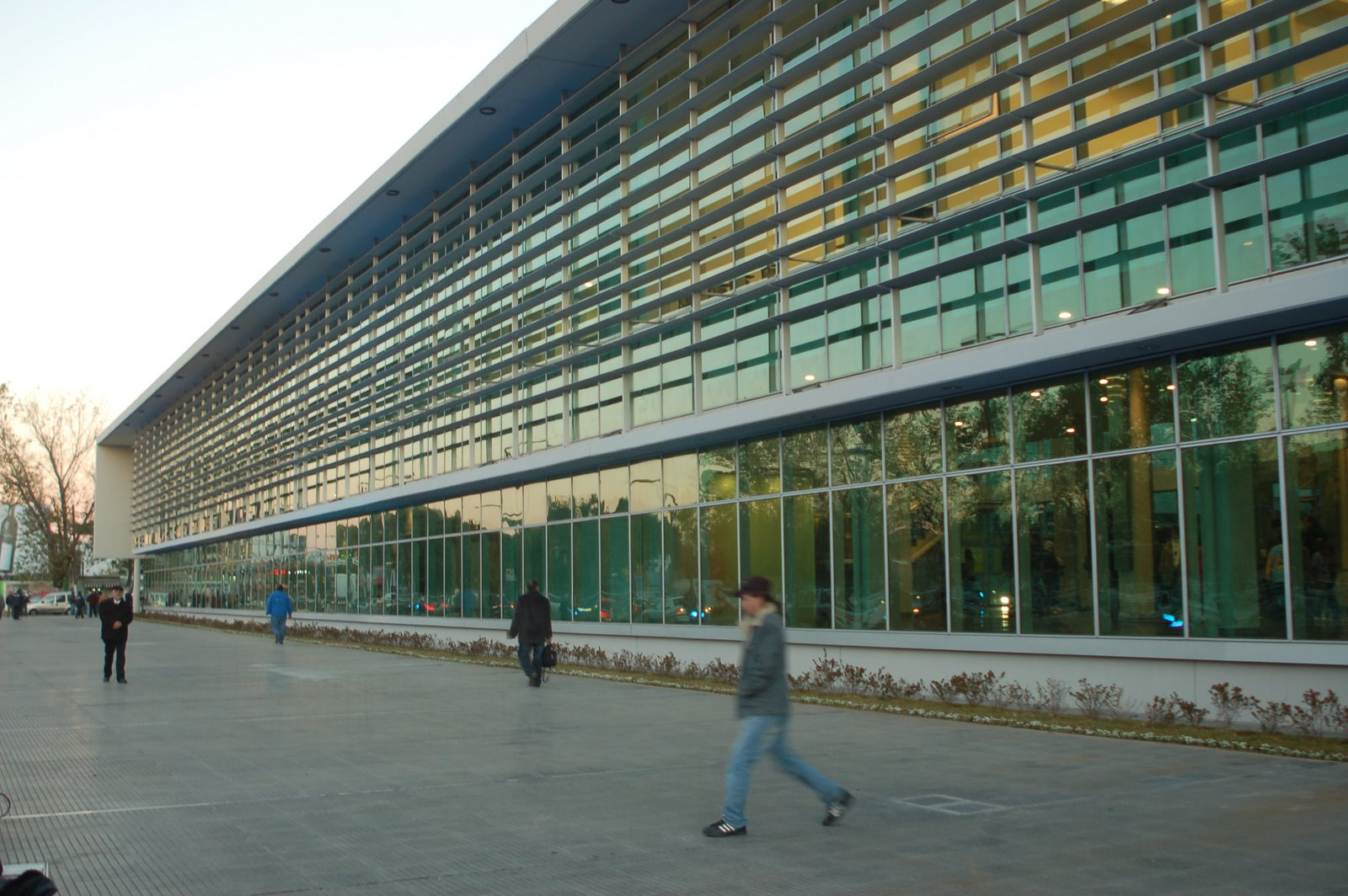
Hospital de Emergencias "Clemente Álvarez" (HECA) de la Ciudad de Rosario

Clemente Álvarez (Málaga, España, 29 de enero de 1872-Rosario, 22 de julio de 1948) fue un médico hispano-argentino.

## Biografía
Su padre Serafín Álvarez y su madre Felipa emigraron de España con su pequeño hijo Clemente en 1873, al principio del reinado de Alfonso XII, que puso fin a la Primera República Española y dio paso al período conocido como Restauración, situación que obligó a la familia a exiliarse debido a sus ideales antimonárquicos.
Clemente completó sus estudios secundarios en Buenos Aires, y comenzó sus estudios de medicina en la Facultad de Ciencias Médicas de Buenos Aires. Obtuvo su título de grado con honores en 1894, siendo un joven de 22 años de edad.
El 7 de diciembre de 1899 contrajo matrimonio con Josefa Fontanarrosa. Viajaron a Francia y Alemania. En estos países Clemente Álvarez estudió con clínicos notables de la época. La primera de sus ocho hijos, María Elena, nació en Berlín en 1900.

## Actividad profesional
En 1900, a su regreso de Alemania, se radicó en la ciudad de Rosario donde comenzó a ejercer su profesión, como Médico de Policía y de la Sociedad de Socorros Mutuos. La experiencia adquirida en Europa sobre las prácticas de higiene y su preocupación por la problemática de la tuberculosis derivaron en su activa participación en la creación de la Liga Argentina Contra la Tuberculosis en 1901 y la instalación del primer Dispensario Antituberculoso en 1903.
En 1910 participó en la fundación del Círculo Médico de Rosario, creando la Revista Científica del Círculo que dirigió durante 32 años. Entre los años 1911 y 1914 fue director del Hospital Rosario.
En 1920 formó parte del grupo de profesores fundadores de la Facultad de Ciencias Médicas de Rosario.
En 1932 es nombrado Miembro Correspondiente y en 1937 Miembro Honorario de la Academia de Medicina de Buenos Aires.

## Publicaciones
Autor de numerosos trabajos científicos, fue autor del primer libro de Cardiología de Argentina.
Entre sus libros figuran "La asistolia y su tratamiento" publicado en 1909 y  "La hipertensión arterial y su tratamiento" editado en 1932. Autor de múltiples monografías y trabajos sobre cardiología publicados en las revistas médicas de la época. Entre ellas “Eliminación de cloruros en los cardíacos en asistolia” en Revista Argentina Médica en 1907, "Lateobromina y sus derivados en el tratamiento de la asistolia” en la Revista de la Sociedad Médica Argentina en 1907, “Un concepto nuevo de la Asistolia” publicado en la Revista de la Sociedad Médica Argentina en 1908, “Sobre el valor pronóstico del pulso alternante” publicada en La Prensa Médica Argentina en 1916 y "Valor práctico del estudio gráfico de las arritmias" que presentó en el I Congreso Nacional de Medicina en 1916.

## Homenajes

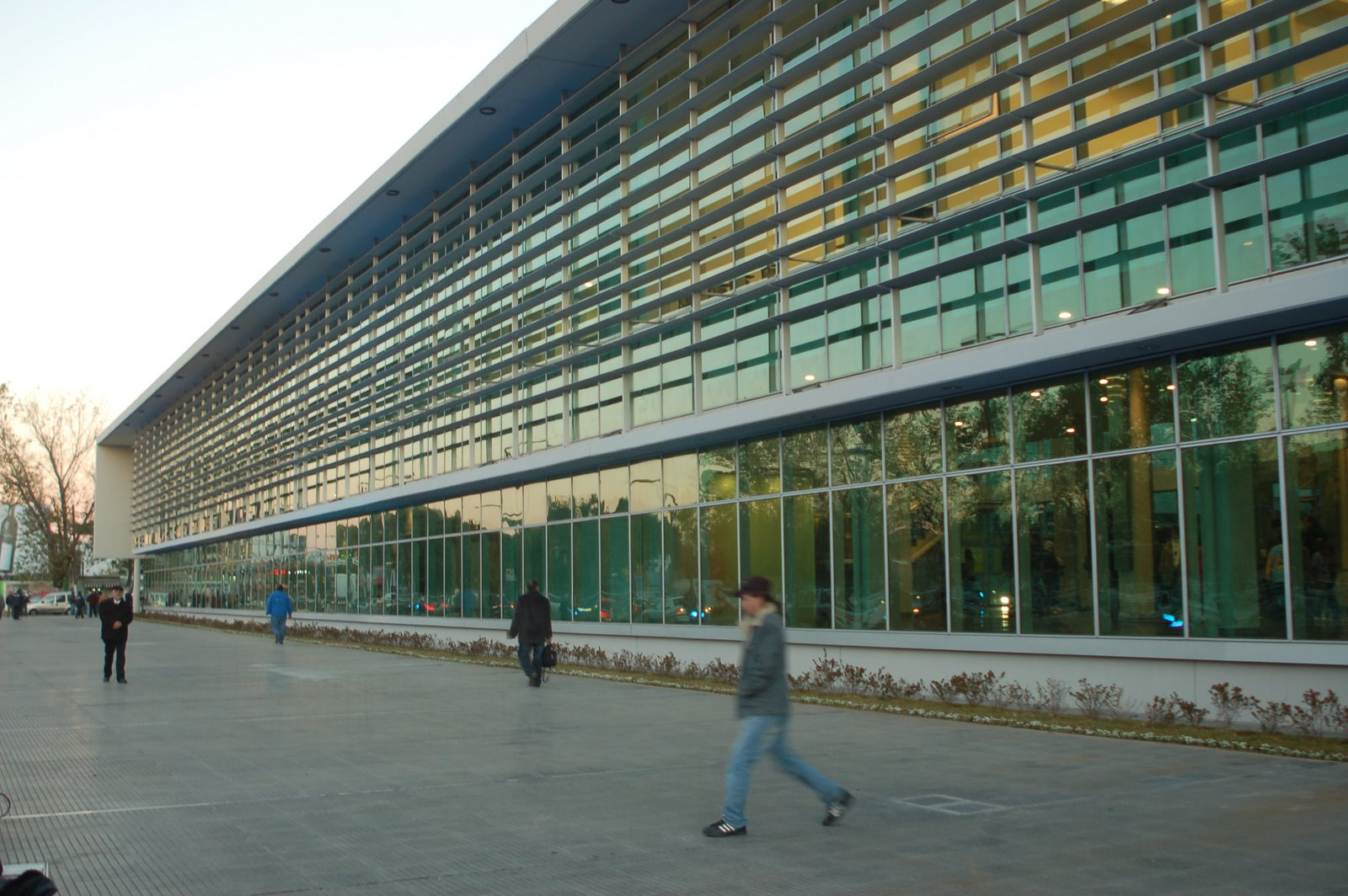
Frente del Hospital Dr. C. Álvarez

El 30 de diciembre de 1948, pocos meses después de su muerte, se impuso el nombre de Profesor Doctor Clemente Álvarez a la sala II del Hospital Rosario. El propio hospital sería renombrado como Hospital Doctor Clemente Álvarez un año después.
En 1978 se inicia la construcción de un nuevo hospital de emergencias en la ciudad de Rosario, que recibe el nombre de Hospital de Emergencias Dr. Clemente Álvarez.